# Nieumarli

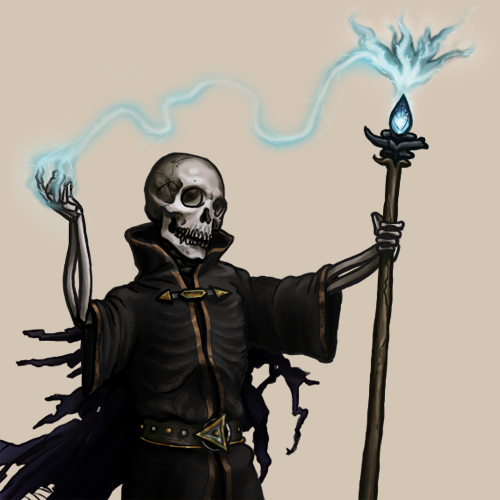
Licz

Nieumarli (inne określenia: ożywieńcy, martwiaki) – ogólna kategoria istot z różnego rodzaju mitologii (np. kultu voodoo), przeniesione następnie do światów fantasy. Stwory te są ciałami niegdyś zmarłych istot, u których proces śmierci został zakłócony lub które zostały ożywione za pomocą czarów, rytuałów lub magicznych mikstur. Istoty te powracają do życia w różnej postaci, zależnej od sposobu ich ożywienia.
Można wyróżnić kilka typów nieumarłych:
- barghesty – widma przybierające postać wielkich, czarnych psów. Zostają przywrócone do świata żywych z powodu złych występków poczynionych za życia. Mają czarną jak węgiel skórę, oraz płonące oczy. Pojawiają się w świecie literackim, stworzonym przez A. Sapkowskiego.
- duchy – mimo że duchy to nazwa ogólna istot eterycznych, nienamacalnych – do których można zaliczyć: widma, zjawy i cienie – to w niektórych przypadkach również je (w kulturze fantasy) zalicza są do nieumarłych (szczególnie jeśli zostały przywołane za pomocą magii i służą nekromancie). Wśród nich wyróżnia się m.in. banshee, widma kobiet zwiastujące śmierć.
- ghule – stworzenie z legend pochodzących z Północnej Afryki, Bliskiego Wschodu i Indii. W różnych źródłach różnie przedstawiane, najczęściej żywią się mięsem, głównie padliną. W grach i literaturze fantasy są zazwyczaj przedstawiane jako zgarbione, wychudzone żywe trupy o zdeformowanych twarzach, z ostrymi kłami i pazurami, lub jako gatunek żywych humanoidalnych istot żywiących się zwłokami (m.in. w dziełach H.P. Lovecrafta, Warhammer Fantasy).
- licze (lisze) – ciała potężnych czarnoksiężników, które po przejściu skomplikowanego i zabójczego dla czarnoksiężnika rytuału umierają, zawieszając czarnoksiężnika w stanie „półśmierci”. Licze są zazwyczaj o wiele potężniejsze od zwykłych magów. Można ich zniszczyć jedynie przez zniszczenie ich naczynia duszy, jeżeli się zniszczy samo ciało, licz się zregeneruje.
- strzygi – z mitologii słowiańskiej ludzie, którzy urodzili się z dwiema duszami, dwoma sercami i podwójnym szeregiem zębów. Po śmierci jedna dusza odchodziła w zaświaty, a druga (dotąd utajona) ożywiała ciało, które następnie wyruszało na żer krzywdząc żywych.
- Szkielety (kościotrupy)(inne języki) – stwory powszechne w literaturze fantasy. Jest to szkielet istoty (zazwyczaj humanoidalnej), który za sprawą czarów nekromanty wraca do życia. Najczęściej nie posiada on jednak umysłu, własnej woli i jest całkowicie poddany woli czarodzieja.
- wampiry (w mitologii słowiańskiej wąpierz) – krwiopijcy, będący w legendach upiorami powstałymi z grobu. W kulturze masowej są zwykle ludźmi zamienionymi w wampiry przez inne istoty tego rodzaju, nie zawsze nieumarłymi. Zwykle są wrażliwe na światło dzienne, niekiedy na czosnek czy srebro.
- zombie – luźno nawiązują do voodoo, gdzie nie miały być nieumarłymi, lecz żywymi ludźmi kontrolowanymi za pomocą tajemnych praktyk. W kulturze popularnej są przeważnie chodzącymi zwłokami i nie posiadają woli ani rozumu. Niekiedy są pod kontrolą nekromanty, lecz bywają też skutkiem "zarazy".
- wilkołaki – ludzie zmieniający się w wilki, lub podobne im bestie, są również w niektórych przedstawieniach nieumarłymi[potrzebny przypis].